# Teofilatto (principe bizantino)
Teofilatto (in greco Θεοφύλακτος, Teophýlaktos?) (793 circa – Yassıada, 15 gennaio 849) è stato un principe bizantino, figlio ed erede dell'imperatore Michele I (811–813) e nipote, da parte di madre, del Basileus Niceforo I (802–811). Fu co-imperatore accanto al padre per l'intera durata del regno di quest'ultimo, ma successivamente, dopo la sua deposizione, fu castrato e costretto a farsi monaco, terminando la propria vita sotto il nome di Eustrazio.

## Biografia
Teofilatto nacque da Michele I Rangabe e da Procopia intorno al 793; è accertato fosse il figlio maggiore del futuro monarca, ma dall'agiografia del patriarca Ignazio I, fratello minore del principe, non si comprende se la sorella Georgo sia venuta alla luce prima. Egli fu chiamato Teofilatto in onore dell'omonimo nonno paterno, drungarios del Dodecaneso, che aveva partecipato ad un fallito complotto il cui obiettivo era la deposizione dell'imperatrice Irene di Atene, nel 780. A conseguire il fallito scopo del comandante fu invece il nonno materno di Teofilatto, Niceforo I, il quale divenuto Logothetes tou genikou (ministro delle finanze), riuscì ad estromettere la sovrana, esiliandola. 
Dopo la morte di Niceforo I ed il ferimento del suo unico figlio ed erede, Stauracio, nella battaglia di Pliska, il 2 ottobre del 711 il Senato acclamò Michele I Basileus. Egli, nel tentativo di ingraziarsi le parti avverse e consolidare il proprio potere, diede inizio ad una larga campagna di distribuzione di sontuosi doni; successivamente, per garantire ai suoi figli la successione, incoronò sua moglie Augusta ed elevò Teofilatto alla porpora, creandolo co-imperatore il giorno di Natale del 811, nella Basilica di Santa Sofia. Nello stesso periodo il Basileus inviò il vescovo Michele di Synnada alla corte franca, con lo scopo di riconfermare la pace stipulata da Niceforo I e ventilare la possibilità di un matrimonio tra Teofilatto ed una delle figlie di Carlo Magno. Nonostante un caloroso benvenuto e la rettificazione della tregua, il sovrano europeo fu titubante, e non si raggiunse mai un accordo matrimoniale. 
Non si hanno più notizie di Teofilatto sino all'11 luglio dell'813, quando Michele rinunciò alla corona a causa di una rivolta, capeggiata da Leone V l'Armeno. L'ex-imperatore e la sua famiglia cercarono rifugio nella Chiesa della Vergine di Pharos, dove furono tuttavia raggiunti, costretti a farsi monaci e castrati, affinché non fossero in grado di rivendicare il trono. Per ordine del nuovo Basileus furono esiliati a Yassıada, una delle Isole dei Principi, nel Mare di Marmara (anche se le cronache di Giovanni Scilitze e di Giovanni Zonara affermano invece che furono alloggiati a Kınalıada). Il nuovo sovrano accordò loro uno vitalizio annuale. Secondo Teofane Continuato, Teofilatto, che adottò il nome monastico Eustrazio (Εὐστράτιος), morì cinque anni dopo suo padre, il 15 gennaio 849, e fu sepolto accanto a lui in una chiesa sull'isola in cui aveva vissuto sino al suo trapasso. La cronaca riferisce inoltre che il suo corpo (o forse quello di suo padre) fu in seguito trasferito da suo fratello, il patriarca Ignazio, nel monastero noto come "tou Satyrou".